# Planetario de la Universidad de Costa Rica
El Planetario de la Universidad de Costa Rica se encuentra ubicado en la Ciudad de la Investigación, aproximadamente a 200 metros hacia el este de la Ciudad Universitaria Rodrigo Facio, sede central de la Universidad de Costa Rica, en San Pedro de Montes de Oca. 

## Historia
En 2002 se concretó una donación por parte del gobierno de Japón a la Universidad de Costa Rica, de un equipo completo para un planetario, cuyo edificio sería costeado por la UCR. 
Las obras de construcción iniciaron en el año 2004 y terminaron en el 2005, siendo inaugurado el 8 de julio de ese año. Desde entonces, es sede habitual de eventos astronómicos y regularmente se imparten cursos relacionados con la materia, a cargo de expertos del Planetario. 
Su funcionamiento fue posible gracias a una donación de 50 millones de yenes (alrededor de $500 mil) por parte del gobierno japonés, mientras que la UCR invirtió unos ¢200 millones en este proyecto, desarrollado por la Oficina Ejecutora del Plan de Inversiones (OEPI).

## Características técnicas
El planetario fue edificado en una pequeña loma natural y ocupa un área total de unos 500 metros cuadrados. Consiste de una estructura en forma de domo semiesférico, con una sala cilíndrica dotada de 40 butacas con capacidad de girar hasta 45 grados para el estudio de las imágenes, rodeada por 146 metros cuadrados de corredores donde se realizarán exposiciones temporales.  Complementan el edificio un módulo de servicios, uno administrativo y un vestíbulo.
Toda esta estructura de paneles de vidrio de cinco metros de altura está ubicada en una loma al extremo oeste de la Ciudad de la Investigación, entre la nueva Facultad de Ingeniería y el Centro de Investigaciones Geofísicas (CIGEFI), y está cubierta por un enorme domo, sustentado en seis cerchas americanas curvas de acero, ancladas al suelo con profundas bases de concreto.

## Cursos
El proyecto educativo se denomina Planetario Ciudad de San José de la Universidad de Costa Rica, un centro de aprendizaje sobre astronomía, astrofísica y ciencias del espacio.
Esta institución imparte varios cursos referentes a la astronomía en diferentes horarios. Además de organizar, en conjunto con la Asociación Costarricense de Astronomía, la actividad “Telescopios en el Planetario”.